# 6 Corvi
6 Corvi, som är stjärnans Flamsteed-beteckning, är en ensam stjärna, belägen i den östra delen av stjärnbilden Korpen. Den har en skenbar magnitud av 5,66 och är svagt synlig för blotta ögat där ljusföroreningar ej förekommer. Baserat på parallaxmätning inom Hipparcosuppdraget på ca 9,6 mas, beräknas den befinna sig på ett avstånd på ca 341 ljusår (ca 105 parsek) från solen. Den rör sig närmare solen med en heliocentrisk radialhastighet på ca –2,4 km/s.

## Egenskaper
6 Corvi är en orange till gul jättestjärna av spektralklass K1 III. Den har en radie som är ca 13 solradier och utsänder från dess fotosfär ca 76 gånger mera energi än solen vid en effektiv temperatur av ca 4 600 K.